# Pat Curcio
Patrick Curcio, detto Pat (Toronto, 6 settembre 1973), è un allenatore di hockey su ghiaccio, procuratore sportivo, ex hockeista su ghiaccio e dirigente sportivo canadese naturalizzato italiano.

## Carriera

### Giocatore
Curcio, messosi in luce nella lega giovanile Ontario Hockey League, esordì nell'hockey professionistico con i Dallas Freeze in Central Hockey League (1992-1993).
Dopo un anno passò in ECHL, dove in una sola stagione vestì le maglie di tre squadre: Dayton Bombers, Charlotte Checkers e Huntsville Blast. Nel 1994-1995 giocò in Colonial Hockey League, dividendosi tra Saginaw Wheels e Brantford Smoke.
Dalla stagione successiva si trasferì in Europa. Dapprima fu in Italia, dove nella stagione 1995-1996 vestì la maglia dei Devils Milano, squadra che attraversava una grave crisi, che la portò a chiudere la stagione all'ultimo posto, con conseguente retrocessione e spostamento della squadra a Courmayeur. Dopo una brevissima parentesi nella Lega Nazionale B, si trasferì in Germania: dapprima nella seconda serie (EV Ravensburg), poi in Deutsche Eishockey Liga dove disputò l'ultima parte della stagione 1996-1997 e le due successive stagioni con gli Hannover Scorpions, appendendo i pattini al chiodo al termine della stagione 1998-1999.
Nella stagione 2001-2002 giocò alcuni incontri con l'ESV Bayreuth nella terza serie tedesca.

### Allenatore e dirigente
Dal 2006 iniziò ad allenare. Fu primo allenatore dei Pickering Panthers nella lega giovanile Ontario Provincial Junior A Hockey League (oggi Ontario Junior Hockey League) per la stagione 2006-2007.
Fu poi assistente allenatore dei London Knights in Ontario Hockey League (dal 2007 al 2009), degli Utah Grizzlies in ECHL (2009-2010) e dei Sault Ste. Marie Greyhounds nuovamente in OHL (2010-2011).
Nel settembre 2011 annunciò la nascita di una squadra, fondata assieme alla moglie Elouise, che avrebbe riportato l'hockey su ghiaccio professionistico nella città di San Francisco dopo quindici anni di assenza: i San Francisco Bulls. Nel successivo mese di novembre fu confermata l'iscrizione in ECHL. Della squadra Curcio fu presidente, general manager ed allenatore.
I Bulls furono iscritti alla ECHL a partire dalla stagione 2012-2013, e chiusero il loro primo anno riuscendo a raggiungere i play-off, eliminati al primo turno dagli Alaska Aces. Nel gennaio 2014, tuttavia, falliti i tentativi di vendere la squadra, Curcio fu costretto a scioglierla.
Il 31 luglio 2014 divenne allenatore dell'Hockey Milano Rossoblu. Alla sua prima stagione portò la squadra alla finale di Coppa Italia e riportò Milano alla semifinale scudetto che mancava dalla stagione 2007-2008. Un anno più tardi passò alla guida dell'HC Valpellice. Dopo pochi mesi però fu scelto come nuovo vice di Doug Shedden sulla panchina dell'HC Lugano nella Lega Nazionale A svizzera. Al termine della stagione, il suo contratto venne rinnovato per un'ulteriore stagione.
Shedden e Curcio sono stati esonerati il 16 gennaio del 2017, sostituiti rispettivamente da Greg Ireland e Jussi Silander.
Nel giugno del 2017 prese il posto di Tom Pokel sulla panchina dell'Hockey Club Bolzano. La sua esperienza in Alto Adige durò solo pochi mesi: complici gli scarsi risultati, la dirigenza lo sollevò dall'incarico già nel mese di novembre, sostituendolo con il finlandese Kai Suikkanen.

### Procuratore sportivo
Dopo l'allontanamento dal Bolzano, nel 2018 Curcio è tornato a praticare l'attività di procuratore sportivo, divenendo socio della Optima World Sports. Già prima di cominciare ad allenare aveva svolto questa attività, al fianco di Gus Badeli.